# 国際連合ナイロビ事務局
国際連合ナイロビ事務局（こくさいれんごうナイロビじむきょく、United Nations Office at Nairobi、UNON）は、ケニア・ナイロビにある国際連合の事務所である。国連事務局の四つの主要事務所の一つであり、ニューヨークの国連本部、ジュネーブ事務局、ウイーン事務局に次いで最後に設立された。環境と人間居住の分野に関する活動の本部となっている。
現事務局長は、2020年1月に就任したザイナブ・バングラ（シエラレオネ国籍）。

## 概要
国際連合環境計画 (UNEP) と国際連合人間居住計画 (UN-HABITAT) という二つの国連機関は、ナイロビに本部を置き、アフリカを中心とする途上国の社会・経済開発に取り組んできた。その活動を支えるため、1996年、ナイロビ事務局が設立され、両機関に対し、財務、人事、物品調達、安全・セキュリティなどのサービスを提供している。また、ケニアに置かれている他の国連機関に対しても国際会議、情報設備等のサポートを行っている。
ケニアにおける国連の活動は、ケニア経済にとっても大きな地位を占めており、2000年の研究では年間3億5000万ドルの経済的貢献をしていると推定され、最大の外貨獲得源となっている。